# Marcus Maier
Marcus Maier (* 18. Dezember 1995 in Wien) ist ein österreichischer Fußballspieler auf der Position eines zentralen Mittelfeldspielers.

## Karriere

### Verein
Maier begann seine Karriere beim FC Laxenburg. 2005 wechselte er zum SC Achau. 2008 kam er zum 1. SVg Guntramsdorf. In der Winterpause der Saison 2008/09 wechselte Maier in die Jugend des FC Admira Wacker Mödling.
Nachdem er zunächst in der Akademie der Niederösterreicher gespielt hatte, debütierte er im April 2013 für die Amateurmannschaft der Admira in der Regionalliga, als er am 16. Spieltag der Saison 2012/13 gegen den 1. SC Sollenau in der 57. Minute für Florian Uhlig eingewechselt wurde.
Im Mai 2014 stand Maier schließlich auch erstmals im Kader der Profis. Sein Debüt in der Bundesliga gab er im August 2014, als er am dritten Spieltag der Saison 2014/15 gegen den SK Rapid Wien in der 77. Minute für Markus Lackner in die Partie gebracht wurde. Zu Saisonende hatte er drei Einsätze in der Bundesliga zu Buche stehen. Sein Startelfdebüt für die Profis der Admira gab er in der folgenden Saison im September 2015 im Cupspiel gegen den SV Wallern. In jener Saison folgten erneut drei Bundesligaspiele, ehe Maier im April 2016 von einem Kreuzbandriss ausgebremst wurde.
Sein Comeback nach überstandener Verletzungspause gab er im März 2017 für die Amateure der Admira in der Regionalliga gegen den FCM Traiskirchen. In jenem Spiel fungierte er sogar als Kapitän. Im selben Monat konnte er schließlich auch sein erstes Tor für Admira II erzielen, als er am 19. Spieltag bei der 3:4-Niederlage gegen den SC-ESV Parndorf 1919 zum zwischenzeitlichen 2:1 traf.
Nach insgesamt 89 Bundesligaeinsätzen für die Admira verließ er den Verein nach der Saison 2020/21. Nach einem halben Jahr ohne Verein wechselte Maier im Jänner 2022 zum Zweitligisten Floridsdorfer AC.

### Nationalmannschaft
Maier spielte im März 2015 erstmals für eine österreichische Jugendnationalauswahl: In einem Testspiel der U-20-Mannschaft gegen Mexiko wurde er in der Halbzeitpause für Martin Rasner eingewechselt. Mit der U-20-Auswahl nahm er im selben Jahr auch an der Weltmeisterschaft teil. Mit Österreich kam er bei der WM bis ins Achtelfinale. Maier wurde allerdings in keinem Spiel eingesetzt.